# انقلاب صورتی
انقلاب صورتی (به انگلیسی: Pink Revolution) سومین فول آلبوم گروه کره ای ای پینک است که در نیمه شب ٢۶ سپتامبر ٢۰۱۶ منتشر شد و تنها ساعاتی بعد از انتشار در صدر هفت چارت موسیقی کره قرار گرفت. آهنگ Only One از این آلبوم به عنوان آهنگ اصلی استفاده شد.
اولین آهنگ سینگل این آلبوم "The Wave" (به کره‌ای: 네가 손짓해주면) بود که متن آن را چورونگ لیدر گروه نوشته بود و به مناسبت پنجمین سالگرد ای پینک در ۱٩ آوریل ٢۰۱۶ منتشر شد. متن آهنگ اصلی آلبوم انقلاب صورتی یعنی Only One توسط بلک آید پیلسانگ نوشته شد و در ٢۶ سپتامبر ٢۰۱۶ منتشر شد.

## لیست آهنگ‌ها
| Digital download | Digital download               | Digital download             | Digital download                            | Digital download               | Digital download |
| شماره            | نام                            | سراینده                      | آهنگساز                                     | Arrangement                    | مدت              |
| ---------------- | ------------------------------ | ---------------------------- | ------------------------------------------- | ------------------------------ | ---------------- |
| ۱.               | «Only One» (내가 설렐 수 있게) | بلک آید پیلسانگ              | بلک آید پیلسانگ                             | رادو                           | ۳:۱۳             |
| ۲.               | «Oh Yes»                       | بئوم و نانگ                  | بئوم و نانگ                                 | شین سادونگ تایگر               | ۳:۲۳             |
| ۳.               | «Boom Pow Love» (جین بای جین)  | بئوم و نانگ، چانگ های ون     | جین بای جین                                 |                                | ۳:۱۶             |
| ۴.               | «Fairy»                        | جانگ یان جئونگ               | 검은띠뮤직(B.B.M)                           | 검은띠뮤직(B.B.M)              | ۴:۱۱             |
| ۵.               | «Drummer Boy»                  | لی وو مین، مایو واکی ساکا    | لی وو مین، مایو واکی ساکا                   | لی وو مین                      | ۳:۳۶             |
| ۶.               | «To. Us»                       | پارک چورونگ                  | جانگ جئونگ سوک، آیاکا میاکی، یان جانگ سئونگ | جانگ جئونگ سوک، یان جانگ سئونگ | ۳:۳۴             |
| ۷.               | «Ding Dong»                    | زیگ زاگ نوت، کانگ مایونگ سین | زیگ زاگ نوت، کانگ مایونگ سین                | زیگ زاگ نوت، کانگ مایونگ سین   | ۳:۴۸             |
| ۸.               | «Catch Me»                     | بئوم و نانگ                  | بئوم و نانگ                                 | بئوم و نانگ                    | ۳:۴۲             |
| ۹.               | «The Wave» (네가 손짓해주면)   | کیم جین هوان، پارک چورونگ    | کیم جین هوان                                | کیم جین هوان                   | ۴:۱۹             |

## لینک های مرتبط
- "Only One" Music Video در یوتیوب